# Aziz (Algeria)
Aziz è un comune dell'Algeria, situato nella provincia di Médéa.